# 18e cérémonie des Aigles d'or
 (décembre 2024).
Motif : Certains titres français mentionnés sont peut-être des traductions littérales et donc n'existent pas en tant que titres. La présentation doit donc être différente pour ne pas créer d'ambiguïté.
La 18e cérémonie des Aigles d'or, organisée par l'Académie russe des sciences et des arts cinématographiques, se déroule à Mosfilm à Moscou le 24 janvier 2020 et récompense les films, téléfilms et séries russes sortis entre le 1er novembre 2018 et le 31 octobre 2019.
Le film Texto de Klim Chipenko remporte l'Aigle d'or du meilleur film, l'Aigle d'or du meilleur acteur au cinéma et l'Aigle d'or du meilleur acteur dans un second rôle.

## Palmarès

### Aigle d'or du meilleur film
- Texto (Текст) de Klim Chipenko
  - Le Taureau (Бык) de Boris Akopov
  - Une grande fille ( Дылда) de Kantemir Balagov
  - Odessa (Одесса) de Valeri Todorovski
  - T-34, machine de guerre (T-34) de Alexeï Sidorov

### Aigle d'or du meilleur téléfilm ou mini-série (jusqu'à 10 épisodes)
- Godounov (Годунов) de Alexeï Andrianov
  - Appelez DiCaprio! (Звоните ДиКаприо!) de Zhora Kryzhovnikov
  - Tempête (Шторм) de Boris Khlebnikov

### Aigle d'or de la meilleure série télévisée (plus de 10 épisodes)
- Mauvais temps (Ненастье) de Sergueï Oursouliak
  - A. L. J. I. R. (А. Л. Ж. И. Р.) de Alexandre Kasatkine
  - Assignation à résidence (Домашний арест) de Piotr Bouslov

### Aigle d'or du meilleur documentaire
- Pas de délai de prescription. Ouverture le placard de la honte (Без срока давности. Открывая шкаф позора) de Alexandre Zviaguintsev
  - Anton Tchekhov et Isaac Levitan: Double portrait à l'intérieur de l'époque (Антон Чехов и Исаак Левитан: Двойной портрет в интерьере эпохи) de Galina Yevtouchenko
  - Plumage (Оперение) de Ilya Zernov

### Aigle d'or du meilleur court métrage
- Interview (Интервью) de Ivan Sosnine
  - Maman (Мама) de Vladimir Kott
  - Une erreur historique (Одна историческая ошибка) de Mikhaïl Mestetski

### Aigle d'or du meilleur film d'animation
- Nous ne pouvons pas vivre sans l’espace (Он не может жить без космоса) de Konstantin Bronzit
  - Lola jivaya kartochka (Лола живая картошка) de Leonid Chmelkov
  - Tchik-Tchirik (Чик-Чирик) de Janna Bekmambetova

### Aigle d'or du meilleur réalisateur
- Alexeï Sidorov pour T-34, machine de guerre
  - Kantemir Balagov pour Une grande fille
  - Klim Chipenko pour Texto

### Aigle d'or du meilleur scénario
- Alexeï Sidorov pour T-34, machine de guerre
  - Boris Akopov pour Le Taureau
  - Maxime Belozor pour Odessa

### Aigle d'or du meilleur acteur au cinéma
- Alexandre Petrov pour son rôle dans Texto
  - Youri Borisov pour son rôle dans Le Taureau
  - Alexandre Petrov pour son rôle dans T-34, machine de guerre

### Aigle d'or de la meilleure actrice au cinéma
- Viktoria Mirochnitchenko pour son rôle dans Une grande fille
  - Stasia Miloslavskaya pour son rôle dans Le Taureau
  - Irina Starchenbaum pour son rôle dans T-34, machine de guerre

### Aigle d'or du meilleur acteur dans un second rôle
- Ivan Yankovski pour son rôle dans Texto
  - Evgueni Tsiganov pour son rôle dans Odessa
  - Viktor Dobronravov pour son rôle dans T-34, machine de guerre

### Aigle d'or de la meilleure actrice dans un second rôle
- Ievguenia Brik pour son rôle dans Odessa
  - Maria Mironova pour son rôle dans Gromkaya sviaz
  - Ksenia Rappoport pour son rôle dans Odessa

### Aigle d'or du meilleur acteur à la télévision
- Pavel Derevianko pour son rôle dans Assignation à résidence
  - Alexandre Petrov pour son rôle dans Appelez DiCaprio!
  - Alexandre Yatsenko pour son rôle dans Mauvais Temps

### Aigle d'or de la meilleure actrice à la télévision
- Anna Mikhalkova pour son rôle dans Tempête
  - Anna Oukolova pour son rôle dans Assignation à résidence
  - Tatiana Lialina pour son rôle dans Mauvais Temps

### Aigle d'or de la meilleure photographie
- Roman Vasianov pour Odessa
  - Ksenia Sereda pour Une grande fille
  - Mikhail Milachine pour T-34, machine de guerre

### Aigle d'or des meilleurs décors
- Vladimir Goudiline pour Odessa
  - Konstantin Pakhotine pour T-34, machine de guerre
  - Andreï Vasine et Ilya Mandritchenko pour Tobol

### Aigle d'or des meilleurs costumes
- Vladimir Nikiforov et Dmitri Andreev pour Tobol
  - Alexander Osipov pour Odessa
  - Ouliana Polianskaya pour T-34, machine de guerre

### Aigle d'or de la meilleure musique
- Anna Droubitch  pour Odessa
  - Oleg Belov pour Milliard
  - Nikolai Rostov pour son rôle dans Texto

### Aigle d'or du meilleur montage
- Tim Pavlenko pour son rôle dans Texto
  - Igor Litoninski pour Une grande fille
  - Dmitri Korabelnikov pour T-34, machine de guerre

### Aigle d'or du meilleur son
- Alexander Kopeikine pour Frontière balkanique
  - Alexeï Samodelko pour T-34, machine de guerre
  - Pavel Doreuli pour Tobol

### Aigle d'or du meilleur maquillage
- Natalia Gorina pour Tobol
  - Irina Liachko et Marina Evseenko pour Frontière balkanique
  - Irina Liachko pour T-34, machine de guerre

### Aigle d'or des meilleurs effets spéciaux
- Algus-Studio pour T-34, machine de guerre
  - ALAMBIC VFX et Fedor Zhourov pour Héros
  - AMALGAMA VFX pour Tobol

### Aigle d'or du meilleur film étranger
- Le Roi lion de Jon Favreau
  - Green Book : Sur les routes du sud de Peter Farrelly
  - Once Upon a Time… in Hollywood de Quentin Tarantino

### Prix spécial
- Alissa Freindlich pour sa contribution au cinéma russe (Le prix a été remis par Nikita Mikhalkov)

## Statistiques

### Récompenses/nominations multiples
Film :
- 3/13 : T-34, machine de guerre
- 4/9 : Odessa
- 4/6 : Texto
- 2/5 : Tobol
- 1/5 : Une grande fille
- 1/2 : Frontière balkanique
- 1/1 : Pas de délai de prescription. Ouvrir le placard de la honte, Interview, Nous ne pouvons pas vivre sans l'espace, Le Roi Lion
- 0/4 : Le Taureau

Télévision :
- 1/3 : Mauvais temps, Assignation à résidence
- 1/2 : Tempête
- 1/1 : Godounov
- 0/2 : Appelez DiCaprio!